# 国鉄クエ9400形電車

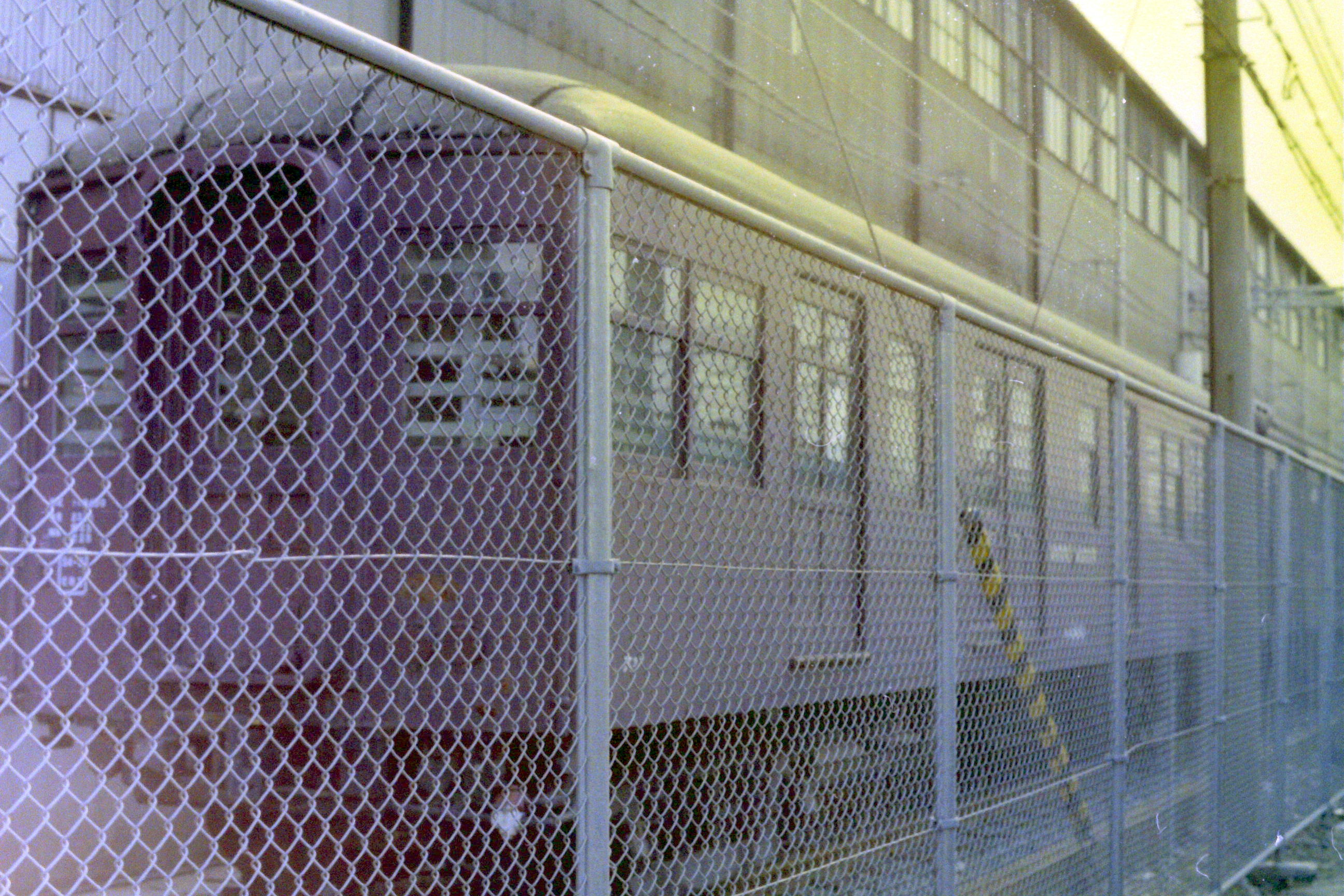
クエ9400

クエ9400形は、かつて日本国有鉄道（国鉄）に在籍した、事業用直流電車（救援車）である。

## 概要
本形式は、1959年（昭和34年）12月22日付けで通達された工車達第1528号によって、半鋼製私鉄買収車を種車とする片運転台式の制御車を統合したものである。同時に半鋼製両運転台車を統合したクエ9420形も同様の趣旨のものである。元形式は、クエ9130形、クエ9140形、クエ9160形で、本グループに属する車両は、それぞれ異なった経歴や形態を持っている。本項では、クエ9420形についても記述する。
これらは、救援車であるということもあって、多くが国鉄末期の昭和50年代後半まで在籍し、この頃に投入されたクモヤ145形（100番台）への置き換えによって消滅した。

## クエ9400形
1959年の通達時点で2両が本形式に編入された。これらの経歴は次のとおりである。
- クエ9400 ← クエ9131 ← クハ5521 ← 鶴見臨港鉄道クハ262
- クエ9401 ← クエ9140 ← モハ1502 ← 鶴見臨港鉄道モハ116

## クエ9420形
1959年の通達時点で2両（9420, 9421）が本形式に編入されたが、その後1960年（昭和35年）に改造製作された3両（9422 - 9424）が本形式に編入されている。これらの経歴は次のとおりである。
- クエ9420 ← クエ9130 ← クハ5520 ← 鶴見臨港鉄道クハ261

両運転台に改造。中央扉の幅は3400mm。車内にクレーンを設置している
- クエ9421 ← クエ9160 ← クハ5310 ← 宇部鉄道クハ350

両妻面に観音扉を設け中央扉の幅は4500mm。車内にクレーンを設置し電源用にパンタグラフを備える。
- クエ9422 ← クハ5302 ← 宇部鉄道クハ13

中央扉の幅は3400mm。車内にクレーンを設置し電源用にパンタグラフを備える。
- クエ9423 ← モハ1510 ← 鶴見臨港鉄道モハ131

中央扉の幅は3400mm。車内にクレーンを設置し電源用にパンタグラフを備える。
- クエ9424 ← モハ2004 ← 南武鉄道モハ156

中央扉の幅は3400mm。車内にクレーンを設置し電源用にパンタグラフを備える。

## 廃車
（括弧書き）は、最終配置区所。
- 1969年（昭和44年）度 - 9422
- 1978年（昭和53年）度 - 9420（西カノ）
- 1982年（昭和57年）度 - 9401（大アカ）, 9423（天ヒネ）
- 1984年（昭和59年）度 - 9400（大タツ）, 9421（名カキ）, 9424（大ホシ）